# Veszprémi késelés
Koordináták: é. sz. 47° 05′ 35″, k. h. 17° 54′ 26″47.092978°N 17.907092°E

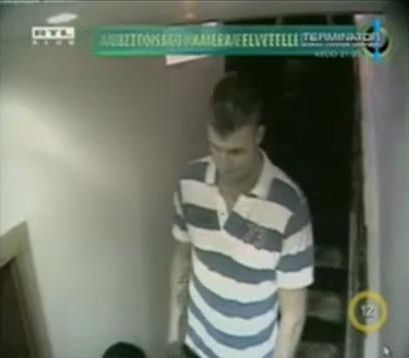
Marian Cozma röviddel a meggyilkolása előtt a Skorpió bár biztonsági kamerájának felvételén

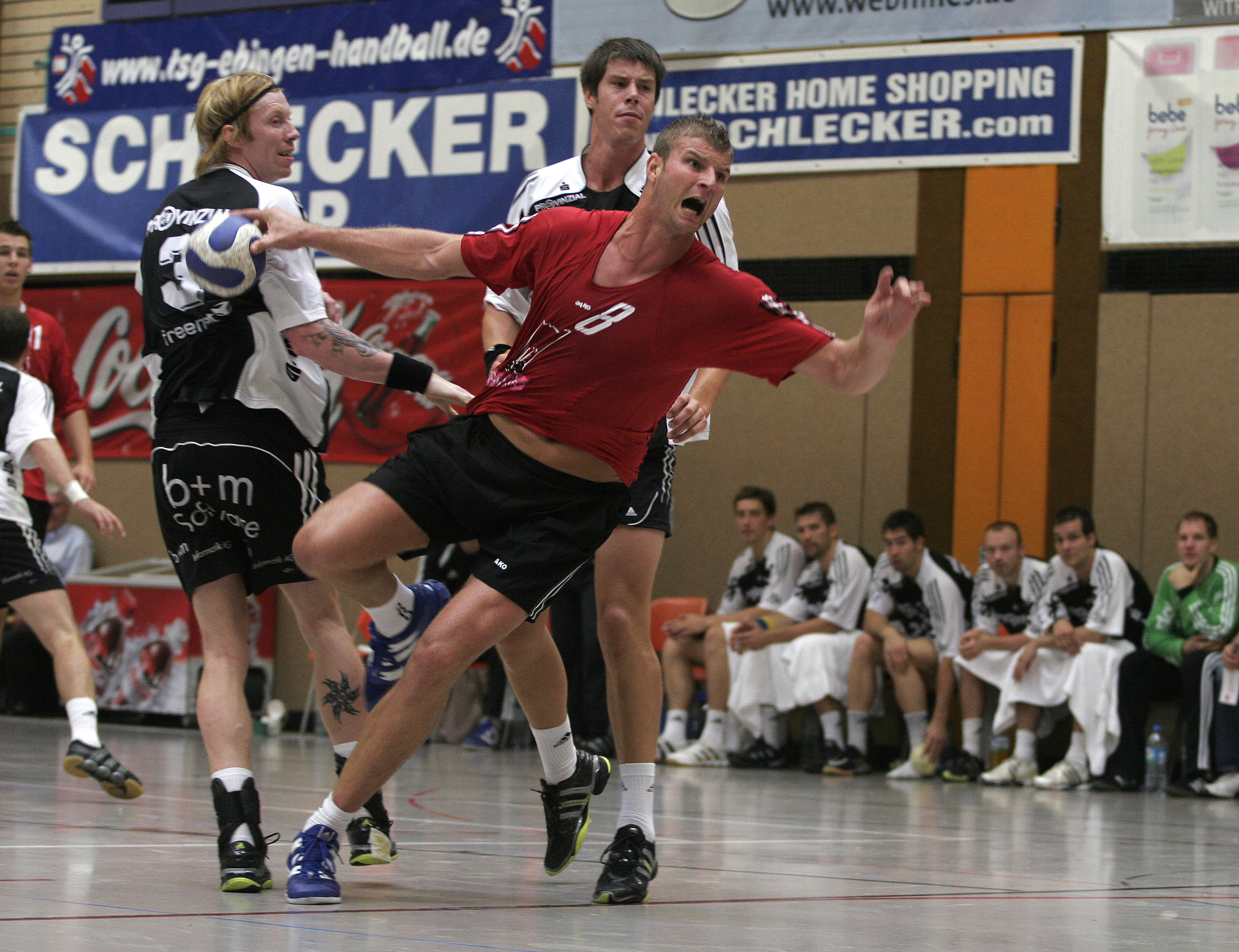
Marian Cozma (elöl) román kézilabdázó

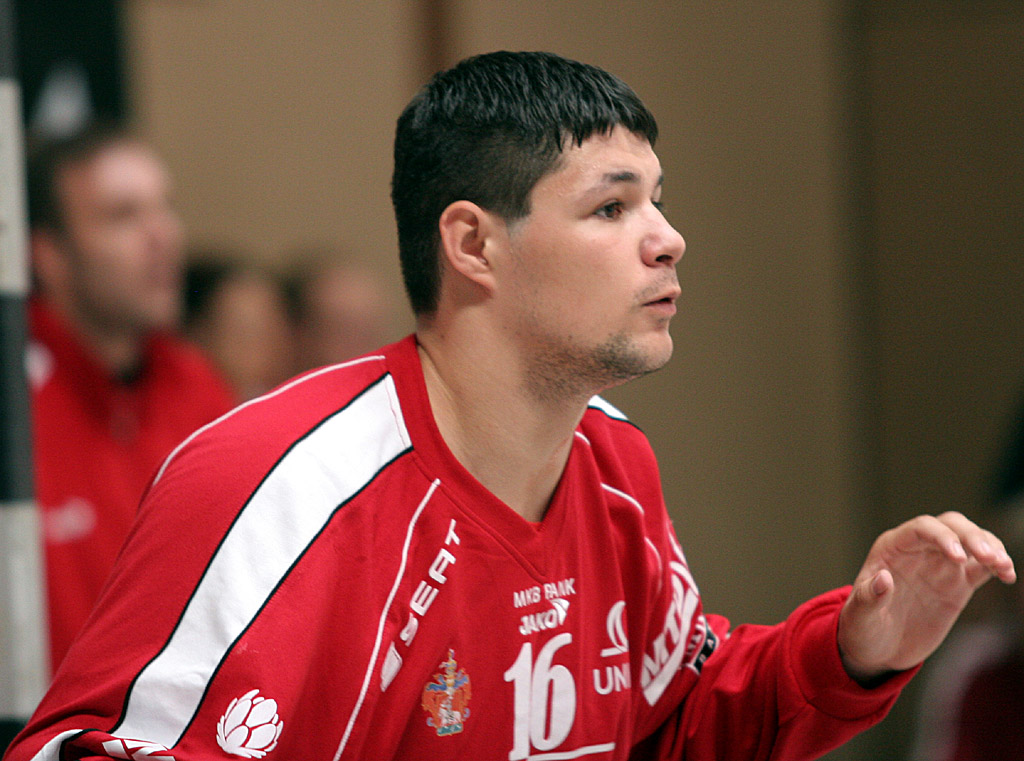
Ivan Pešić horvát kézilabdázó

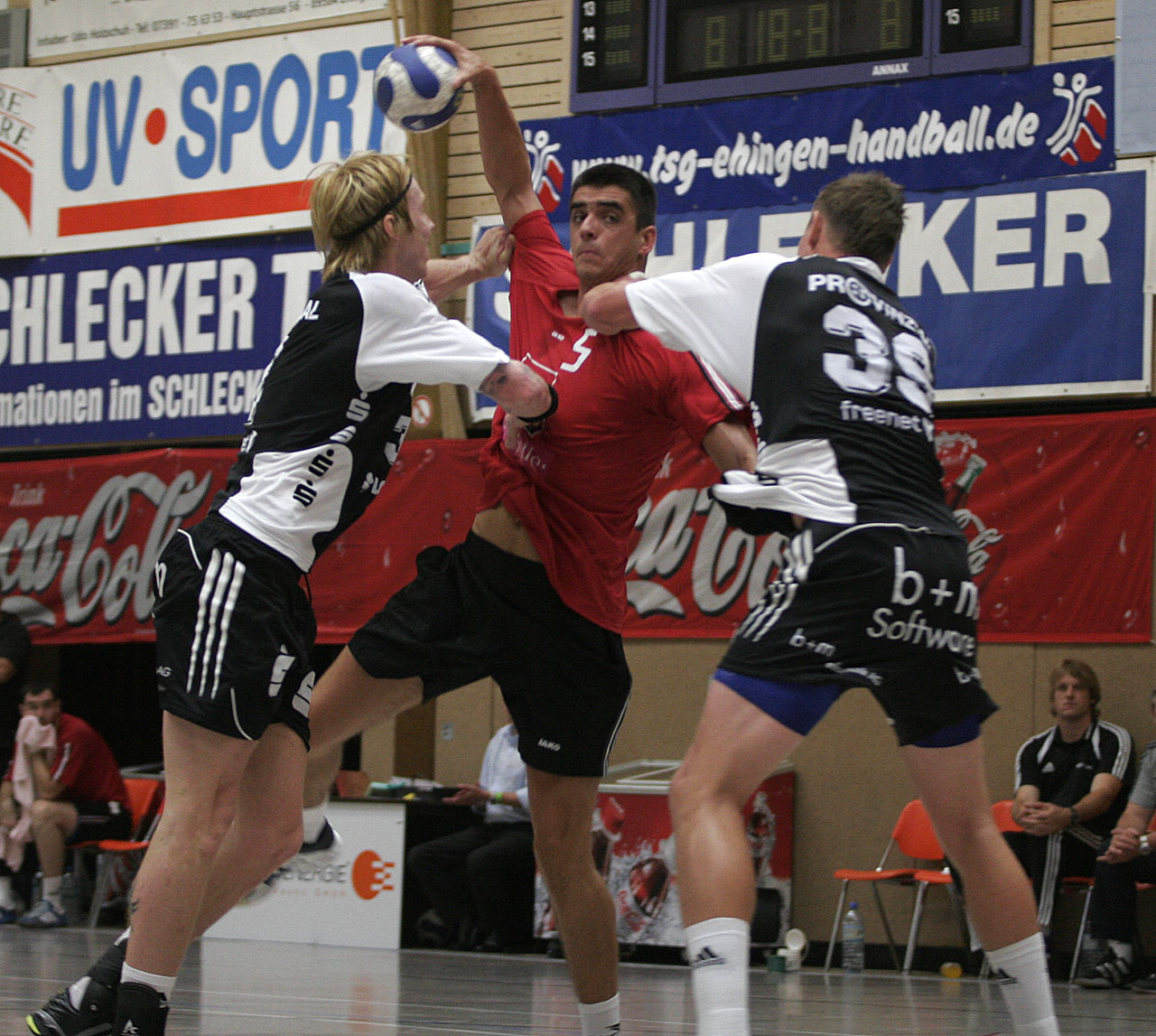
Žarko Šešum szerb kézilabdázó

A veszprémi késelés a 2009. február 8-án hajnalban, a veszprémi Virág Benedek utca 1. számú ház pincehelyiségében található Patrióta lokálban és a bár előtt történt késeléses verekedés és gyilkosság közkeletű elnevezése. A szíven szúrt áldozat, Marian Cozma román válogatott kézilabdázó az MKB Veszprém KC kézilabdacsapat beállója volt. Rajta kívül a segítségére siető klubtársai közül még két idegenlégiós szenvedett sérüléseket: Ivan Pešić horvát válogatott kézilabdázót vesén szúrták, Žarko Šešum szerb válogatott kézilabdázót pedig fejbe rúgták.

## A nyomozás
Röviddel azután, hogy 2009. február 8-án a magyar hatóságok a feltételezett tetteseket azonosították a felvett tanúvallomások alapján – amelyeket megerősítettek a veszprémi szórakozóhely biztonsági kameráinak felvételei is néhány részlet elérhető az interneten is –, a HERMON Körözésirányító Rendszer adatai alapján a rendőrség országos körözést adott ki Raffael Sándor ellen 19:13-kor, Sztojka Iván ellen 19:37-kor, Németh Győző ellen pedig 23:52-kor. A veszprémi városi ügyészség a nyomozó hatóság kezdeményezésére eközben elkészítette az európai elfogatóparancs kiadásához szükséges indítványát, amely alapján a bíróság haladéktalanul elrendelte a három férfi nemzetközi és európai elfogatóparancsának kiadását is. A körözöttek közül még aznap éjjel az osztrák rendőrök az ausztriai A2-es autópályán feltartóztatták Raffael Sándort és a vele utazó Németh Győzőt.
Február 12-én feladta magát Sztojka Iván is, a késeléssel gyanúsított harmadik bűnelkövető. Őt 30 napos előzetes letartóztatásba helyezték, mivel öt napig bujkált a hatóságok elől. 2009. február 16-án Budapesten őrizetbe vették a Veszprém megyei Rendőr-főkapitányság nyomozói Pál Gábort, a késelés negyedik gyanúsítottját. 2009. február 18-án elfogták a veszprémi Cozma-gyilkosság ötödik gyanúsítottját, Bihari Csaba 47 éves zalaegerszegi lakost, közölte a Veszprém Megyei Rendőr-főkapitányság szóvivője.
2009. február 21-én a Veszprém Városi Bíróság 30 napra előzetes letartóztatásba helyezte Raffael Sándort és Németh Győzőt. Az Ausztriából Magyarországra szállított körözöttek a Veszprém Megyei Rendőr-főkapitányság szerint alaposan gyanúsíthatóak voltak a Marian Cozma halálával végződött veszprémi késeléses támadásban való részvétellel.
A Patrióta lokál üzemeltetői márciusban tettek közzé nyilatkozatot, melyben beszámoltak az ügy néhány további részletéről, többek közt arról, hogy a későbbi gyilkosok kulturáltan szórakoztak Cozma és barátnője belépéséig; akkor azonban szinte egyből kinézték őket maguknak, és lökdösődés indult. A társaság tagjai a közlemény szerint nem jártak korábban a helyszínen, és nem igaz, hogy védelmi pénzt kértek volna a lokál tulajdonosaitól. Mint az üzemeltetők leszögezték: a híresztelésekkel ellentétben volt biztonsági alkalmazott a helyen, a rendőrséget is a személyzet hívta először, amint észlelték a dulakodást.
A rendőrség 2009 júniusának közepéig több mint 450 tanút hallgatott meg. Az ügyben 26 gyanúsított volt, 14-en előzetes letartóztatásban várták a nyomozás lezárását. 2010 januárjában megtörtént a gyanúsítás, eszerint Raffael Sándor szúrta szíven Cozmát. A Cozma-gyilkosság miatt előzetes letartóztatásba került Sztojka Iván rasszistának nevezte a veszprémi rendőrséget és az ügyészséget, miután a véleménye szerint egy ügyész sértegetni kezdte őt a származása miatt. Az érintett ügyészt ezt követően fegyelmi büntetésben részesítették arra hivatkozva,  hogy méltatlan magatartást tanúsított, és emiatt a per további szakaszából is kizárták.

## Következmények

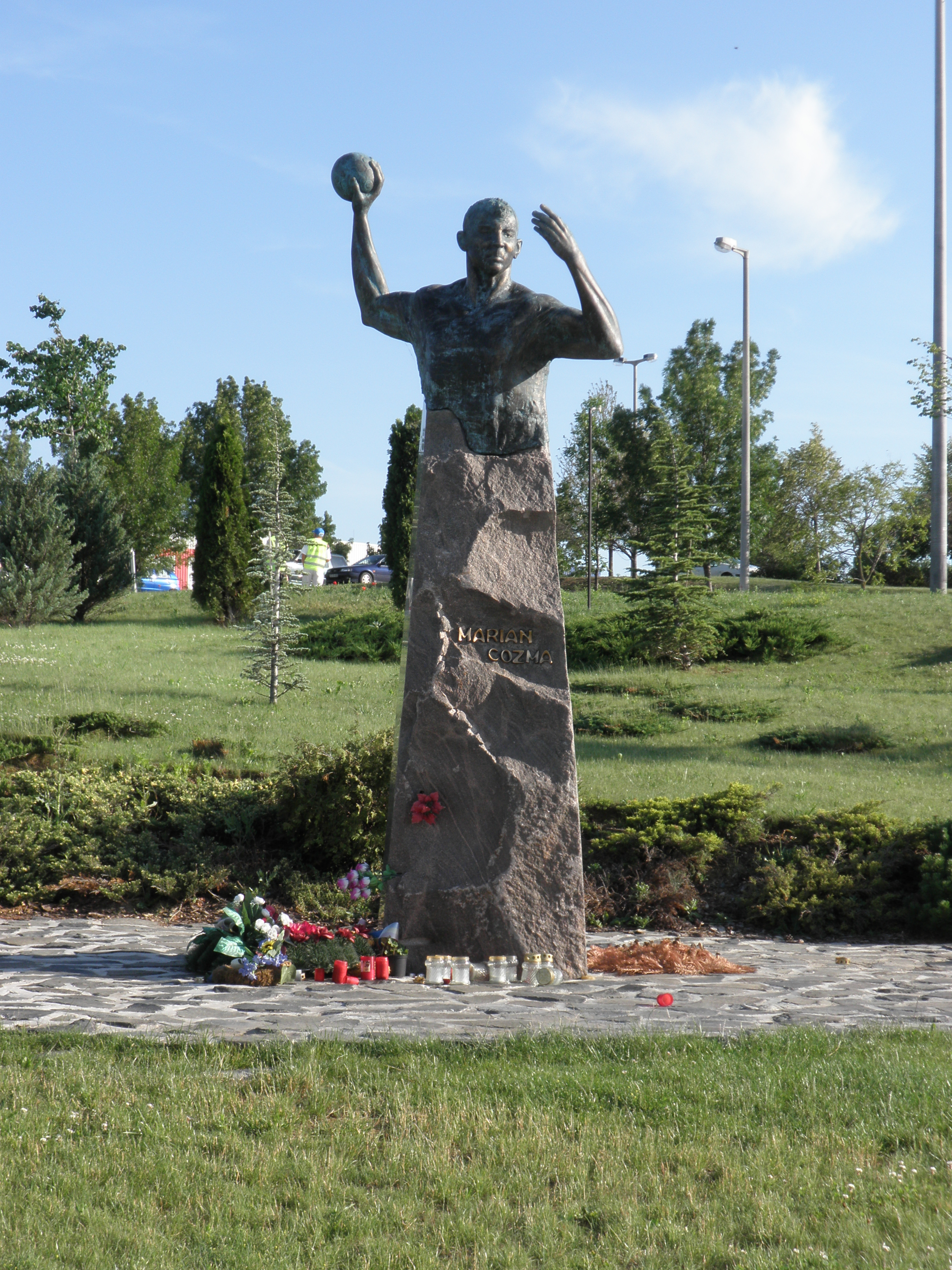
A Marian Cozma emlékére állított szobor

Az idegenlégiós kézilabdásokat ért késeléses támadás híre és a román állampolgárságú Cozma tragikus halála azonnal a magyar közvélemény figyelmének központjába került; a gyanúsítottak cigány származása, valamint feltételezett (egyazon) bűnszervezethez tartozásuk nagy szerephez jutott az ügy társadalmi megítélésében.
2009. február 19-én a Roma Kutatási Hálózat néhány résztvevője és a levél aláírói nyílt levelet küldtek Sólyom Lászlónak, a Magyar Köztársaság elnökének, attól tartva, hogy a veszprémi és a hasonló miskolci események után elszabaduló indulatok veszélyeztethetik az amúgy is sok nehézséggel terhelt együttélést Magyarország nem roma és roma népessége között.
2009. március 15-i ünnepi beszédében Demszky Gábor a tatárszentgyörgyi és a brutális veszprémi késeléses gyilkosságot határpontként említette, mint olyanokat, amelyek azt jelzik, hogy Magyarországon jóvátehetetlenül tönkrement valami, és ezek a tragédiák mélyen megrázták az országot. A főpolgármester kérésére a jelenlévők egyperces néma főhajtással tisztelegtek az ártatlan áldozatokra emlékezve.
2009 tavaszán Kálomista Gábor producer Szíven szúrt ország munkacímmel elkezdte forgatni filmjét a késeléses gyilkosságról, a főszerepben Czapkó Antallal, Csányi Sándorral, Oroszlán Szonjával, Pindroch Csabával és Szabó Simonnal. A filmet először 2009. május 7-én, Veszprémben mutatták be. 2011-ben elkezdték forgatni a Szíven szúrt ország második részét is.
2010. február 6-án közadakozásból szobrot is állítottak Marian Cozmának Veszprémben, a Veszprém Aréna előtt. A szobor Mihály Gábor Munkácsy-díjas művész alkotása.

## Büntetőeljárás
Az ügyészség két részre bontotta az esetet, emiatt külön tárgyalták a gyilkosságot és a garázdaságot.

### Gyilkosság
2010 szeptemberétől első fokon Németh Balázs tanácsvezető bíró tárgyalta az emberölés ügyét a Veszprémi Megyei Bíróságon. A bíró 29 tárgyalási napot tűzött ki. A perben hét személy volt érintett. Az ügyészség három embert vádolt társtettesként egy rendbeli emberölés, egy rendbeli életveszélyt okozó testi sértést és egy rendbeli maradandó fogyatékosságot okozó testi sértés bűntettével: Raffael Sándort („Csoki”), Németh Győzőt és Sztojka Ivánt. A negyed- és az ötödrendű vádlottat mint társtetteseket egy rendbeli életveszélyt okozó testi sértés bűntettének a kísérletével vádolták. További két személyt emberöléssel kapcsolatban elkövetett bűnpártolással vádoltak, ők Marian Cozma meggyilkolását követően Raffael Sándor és Németh Győző Ausztriába menekülését segítették. A tárgyalás során Raffael Sándor bevallotta, hogy a bár előtt megszúrt valakit, a másodrendű vádlott pedig elismerte, hogy ő szúrta le Ivan Pešićet.
2011. június 23-án csütörtökön született ítélet az ügyben: a Cozma-gyilkosság első- és másodrendű vádlottja, Raffael Sándor és Németh Győző életfogytig tartó fegyházbüntetést, a harmadrendű vádlott, Sztojka Iván pedig húszévi fegyházbüntetést kapott. Raffael és Németh legkorábban harminc év múlva szabadulhatott volna.
A per iratanyaga ekkor már 69 kötet volt, 17 ezer oldal. Az addigi perköltség meghaladta a 73 millió forintot. A fellebbezések után másodfokon folytatódó perben Sztojka Iván védője, Szikinger István a tiszaeszlári perhez hasonlította az eljárást. 2012. április 27-én a két fővádlott büntetését a közös elkövetés hiánya miatt 18 évre, Sztojkáét 8 évre csökkentették, ami felháborodást váltott ki az országban. Orbán Viktor miniszterelnök az országgyűlésben kijelentette, hogy elégedetlen az ítélettel, majd Navracsics Tibor közigazgatási és igazságügyi miniszter az ítélkezési gyakorlat felülvizsgálatára kérte Darák Pétert, a Kúria elnökét, valamint hogy derítse ki, megfelel-e az ítélet a társadalom elvárásainak. Darák Péter hatáskör hiányában visszautasította Navracsics megkeresését.
2012. július 2-án a Legfőbb Ügyészség felülvizsgálati kérelmet adott be a Kúriához részben a másodfokú bíróság indoklási kötelezettségének a megsértése, részben törvénysértő minősítés és törvénysértően enyhe büntetések miatt. Az ügyészség az indítványában a jogerős ítélet hatályon kívül helyezését és új másodfokú eljárás lefolytatását kérte. A Kúria 2012. október 1-jén megállapította, hogy az első- és a másodfokú bíróság ítéleteiben egyaránt voltak hibák, ám a jogerős ítélet hatályon kívül helyezésére és az eljárás megismétlésére irányuló indítványt alaptalannak találta és elutasította, mert a másodfokú ítélőtábla teljesítette az indoklási kötelezettségét; ugyanakkor a minősítésekkel kapcsolatos indítványnak a harmadrendű vádlott esetében helyt adott. Sztojka Iván büntetését 8 évről 13 évre súlyosbította, a többiek büntetését helybenhagyta.
Nagy Zoltán a nyugdíjba vonulása után is kitartott a másodfokú ítélet megalapozottsága mellett.
| Vádlott | Vádlott         | Első fok Veszprém Megyei Bíróság Németh Balázs vezette tanács 2011. június 23.                                      | Első fok Veszprém Megyei Bíróság Németh Balázs vezette tanács 2011. június 23.                                                | Másodfok Győri Ítélőtábla Nagy Zoltán vezette tanács 2012. április 27.                                             | Másodfok Győri Ítélőtábla Nagy Zoltán vezette tanács 2012. április 27.                                 | Felülvizsgálat Kúria Kónya István vezette tanács 2012. október 1.                                                                                    | Felülvizsgálat Kúria Kónya István vezette tanács 2012. október 1. |
| Rend    | Neve            | Megállapított tényállás                                                                                             | Ítélet | Megállapított tényállás                                                                                            | Ítélet                                                                                                 | Megállapított tényállás | Ítélet                                                            |
| ------- | --------------- | --- | --- | --- | --- | --- | ----------------------------------------------------------------- |
| 1.      | Raffael Sándor  | emberölés kísérlete (társtettesként), testi sértés kísérlete (az első- és a harmadrendű vádlott által bűnsegédként) | életfogytig tartó fegyházbüntetés, 10 év közügyektől eltiltás; legkorábban 30 év elteltével bocsátható feltételes szabadságra | egy rendbeli emberölés, két rendbeli testi sértés kísérlete (egy esetben társtettesként, egy esetben bűnsegédként) | 18 év börtönbüntetés, 10 év közügyektől eltiltás, bűnügyi költségfizetés                               | változatlan | változatlan                                                       |
| 2.      | Németh Győző    | emberölés kísérlete (társtettesként), testi sértés kísérlete (az első- és a harmadrendű vádlott által bűnsegédként) | életfogytig tartó fegyházbüntetés, 10 év közügyektől eltiltás; legkorábban 30 év elteltével bocsátható feltételes szabadságra | egy rendbeli emberölés kísérlete, két rendbeli testi sértés kísérlete (egy esetben társtettesként)                 | 18 év börtönbüntetés, 10 év közügyektől eltiltás, bűnügyi költségfizetés                               | változatlan | változatlan                                                       |
| 3.      | Sztojka Iván    | emberölés kísérlete (társtettesként), testi sértés kísérlete (az első- és a harmadrendű vádlott által bűnsegédként) | 20 év fegyházbüntetés, 10 év közügyektől eltiltás                                                                             | három rendbeli testi sértés bűntettének kísérlete (két esetben társtettesként, egy esetben bűnsegédként)           | 8 év börtönbüntetés, 10 év közügyektől eltiltás, bűnügyi költségfizetés                                | egy rendbeli emberölés, egy rendbeli emberölés kísérlete és egy rendbeli életveszélyt okozó testi sértés kísérlete, mindhárom bűnsegédként elkövetve | 13 év börtönbüntetés                                              |
| 4.      | Pál Gábor       | testi sértés bűntettének kísérlete (társtettesként)                                                                 | 5 év börtönbüntetés, 5 év közügyektől eltiltás, bűnügyi költségfizetés; nem bocsátható feltételes szabadságra                 | változatlan | a bíróság a feltételes szabadság megszüntetésére vonatkozó rendelkezést mellőzi, egyébként változatlan | változatlan | változatlan                                                       |
| 5.      | Bihari Csaba    | testi sértés bűntettének kísérlete (társtettesként)                                                                 | 4 év börtönbüntetés, 4 év közügyektől eltiltás, bűnügyi költségfizetés                                                        | változatlan | változatlan                                                                                            | változatlan | változatlan                                                       |
| 6.      | Gergely Péterné | két rendbeli bűnpártolás (társtettesként)                                                                           | 3 év börtönbüntetés, 3 év közügyektől eltiltás, bűnügyi költségfizetés                                                        | változatlan | változatlan                                                                                            | változatlan | változatlan                                                       |
| 7.      | Antalik László  | két rendbeli bűnpártolás (társtettesként)                                                                           | 2 év 8 hónap börtönbüntetés, 3 év közügyektől eltiltás                                                                        | változatlan | 2 év börtönbüntetés, 3 év közügyektől eltiltás, bűnügyi költségfizetés                                 | változatlan | változatlan                                                       |

### Garázdaság
25 embert a köznyugalmat súlyosan megzavaró csoportos garázdaság elkövetésével vádoltak. A büntetőperük 2010 júniusától a Veszprém Városi Bíróságon zajlott Bogdánné Gremsperger Andrea bíró vezetésével, aki tíz tárgyalási napot tűzött ki. A vádiratot egy órán át ismertették. A garázdaságra sok vádlott másképpen emlékezett. Végül 2012. május 25-én hirdettek elsőfokú ítéletet, ami megállapította, hogy a csoport élvezte a létszámból adódó erőfölényét, és a céljuk ténylegesen nem az ismerkedés, hanem a jelenlévő vendégek provokálása volt.
| Vádlott | Vádlott        | Első fok Veszprémi Törvényszék Bogdánné Gremsperger Andrea vezette tanács 2012. május 25.                                                     | Első fok Veszprémi Törvényszék Bogdánné Gremsperger Andrea vezette tanács 2012. május 25. | Másodfok Szombathelyi Törvényszék Rácz József vezette tanács 2013. november 15.           | Másodfok Szombathelyi Törvényszék Rácz József vezette tanács 2013. november 15. |
| Rend    | Neve           | Megállapított tényállás | Ítélet                                                                                    | Megállapított tényállás                                                                   | Ítélet                                                                          |
| ------- | -------------- | --- | ----------------------------------------------------------------------------------------- | ----------------------------------------------------------------------------------------- | ------------------------------------------------------------------------------- |
| 1.      | Raffael Sándor | csoportosan és a köznyugalmat súlyosan megzavaró, nyilvános rendezvényen elkövetett garázdaság (társtettesként), kitartottság és testi sértés | 3 év 6 hónap börtönbüntetés, vagyonelkobzás, bűnügyi költségfizetés                       | változatlan; halmazati büntetésként más, kisebb súlyú bűncselekményeiért is felelnie kell | változatlan                                                                     |
| 2.      | Németh Győző   | csoportosan és a köznyugalmat súlyosan megzavaró, nyilvános rendezvényen elkövetett garázdaság (társtettesként), kitartottság és testi sértés | 3 év 4 hónap börtönbüntetés, vagyonelkobzás, bűnügyi költségfizetés                       | változatlan                                                                               | 2 év 10 hónap börtönbüntetés, vagyonelkobzás, bűnügyi költségfizetés            |
| 3.      | Sztojka Iván   | csoportosan és a köznyugalmat súlyosan megzavaró, nyilvános rendezvényen elkövetett garázdaság (társtettesként), kitartottság és testi sértés | 3 év börtönbüntetés, vagyonelkobzás, bűnügyi költségfizetés                               | változatlan                                                                               | 2 év 6 hónap börtönbüntetés, vagyonelkobzás, bűnügyi költségfizetés             |

A többi vádlottat 8 hónap és másfél év közötti (másfél év alatt jellemzően felfüggesztett) börtönbüntetéssel és egy esetben pénzbüntetéssel sújtották. A 25 vádlottnak különböző arányban elosztva meg kell fizetnie a 25 millió 104 ezer forint bűnügyi költséget, és különböző időre a közügyek gyakorlásától is eltiltották őket. Az ítélet a fellebbezések miatt nem lett jogerős.
Ezután több vádlott elfogultságra hivatkozva kérelmezte, hogy ne a Veszprémi Törvényszék bírálja el az ügyüket. A Fővárosi Ítélőtábla a Szombathelyi Törvényszéket jelölte ki a másodfokú eljárás lefolytatására. 21 vádlott esetében 2013. november 15-én született meg a másodfokú ítélet, ugyanakkor négy vádlott ügyét elkülönítették, ítélet később volt várható. A bíróság kimondta, hogy a vádlottak nem szórakozni indultak a Patrióta lokálba, hanem hogy verekedjenek. Az agresszív viselkedésükkel félelmet keltettek a szórakozóhely vendégeiben, többeket bántalmaztak az alagsori diszkóban és később az utcán, valamint az egyik menekülő sértettet több vádlott késsel a kezében üldözte. A másodfokú bíróság nyomatékos enyhítő körülményként vette figyelembe az időmúlást, illetve azt a tényt, hogy a garázdaság törvényi büntetési tétele időközben jelentős mértékben enyhült, legfeljebb öt évről három évre csökkent. A vádlottakat eltérő mértékben kötelezték a több millió forintot kitevő bűnügyi költségek megfizetésére is.

### Polgári per
Marian Cozma szülei és két lánytestvére egy 2012. június 4-én kezdett, Pataki Árpád bíró által vezetett polgári perben 200-250 millió forint kártérítést kért a gyilkosoktól. 2015-ben jelentősen csökkentették a kárigényüket, végül a bíróság első fokon 16 millió forint nem vagyoni kártérítést ítélt meg. A Cozma család azonban a végrehajtási eljárás elhúzódása miatt a mai napig nem kapott pénzt.

### Utóélet
Sztojka Iván büntetése kétharmadának letöltése után feltételesen 2018-ban szabadult, azonban 2022.06.14-én újra hat év fegyházbüntetést kapott, valamint le kell ülnie a feltételesből fennmaradó négy és fél évet is.

## Érdekesség
2011. október 9-én egy 15-20 fős társaság nagyon hasonló körülmények között gyilkolta meg Chauncey Hardy amerikai idegenlégiós kosárlabdást a romániai Gyurgyevóban (Giurgiu) egy bárban. A gyurgyevói lincselés néven elhíresült eset során a támadók, ugyanúgy, ahogy az Marian Cozma meggyilkolásakor történt, hátulról, falkaszerűen rontottak az áldozatukra, majd ütötték-rúgták, székekkel sújtottak le rá, a földre kerülése és az eszméletének elvesztése után pedig meg is taposták.